# أوليفيا ديلكان
أوليفيا ديلكان هي ممثلة ومخرجة إسبانية ولدت في 1992.